# Těchobuzice
Těchobuzice je malá vesnice, část obce Ploskovice v okrese Litoměřice. Nachází se asi 1,5 km na sever od Ploskovic. V roce 2009 zde bylo evidováno 24 adres. V roce 2011 zde trvale žilo 60 obyvatel.
Těchobuzice je také název katastrálního území o rozloze 1,91 km2.

## Historie
Nejstarší písemná zmínka pochází z roku 1397.

## Obyvatelstvo
|                                                                     | 1869 | 1880 | 1890 | 1900 | 1910 | 1921 | 1930 | 1950 | 1961 | 1970 | 1980 | 1991 | 2001 | 2011 |
| ------------------------------------------------------------------- | ---- | ---- | ---- | ---- | ---- | ---- | ---- | ---- | ---- | ---- | ---- | ---- | ---- | ---- |
| Obyvatelé                                                           | 131  | 114  | 149  | 160  | 134  | 127  | 136  | 92   | 129  | 110  | 82   | 71   | 60   | 60   |
| Domy                                                                | 16   | 19   | 21   | 21   | 20   | 21   | 21   | 21   | .    | 23   | 18   | 23   | 23   | 22   |
| Počet domů z roku 1961 je zahrnut v domech místní části Ploskovice. |      |      |      |      |      |      |      |      |      |      |      |      |      |      |

## Pamětihodnosti
- Domy čp. 3 a 16
- Usedlost čp. 12 (památková ochrana byla zrušena v březnu 2013)

## Další fotografie

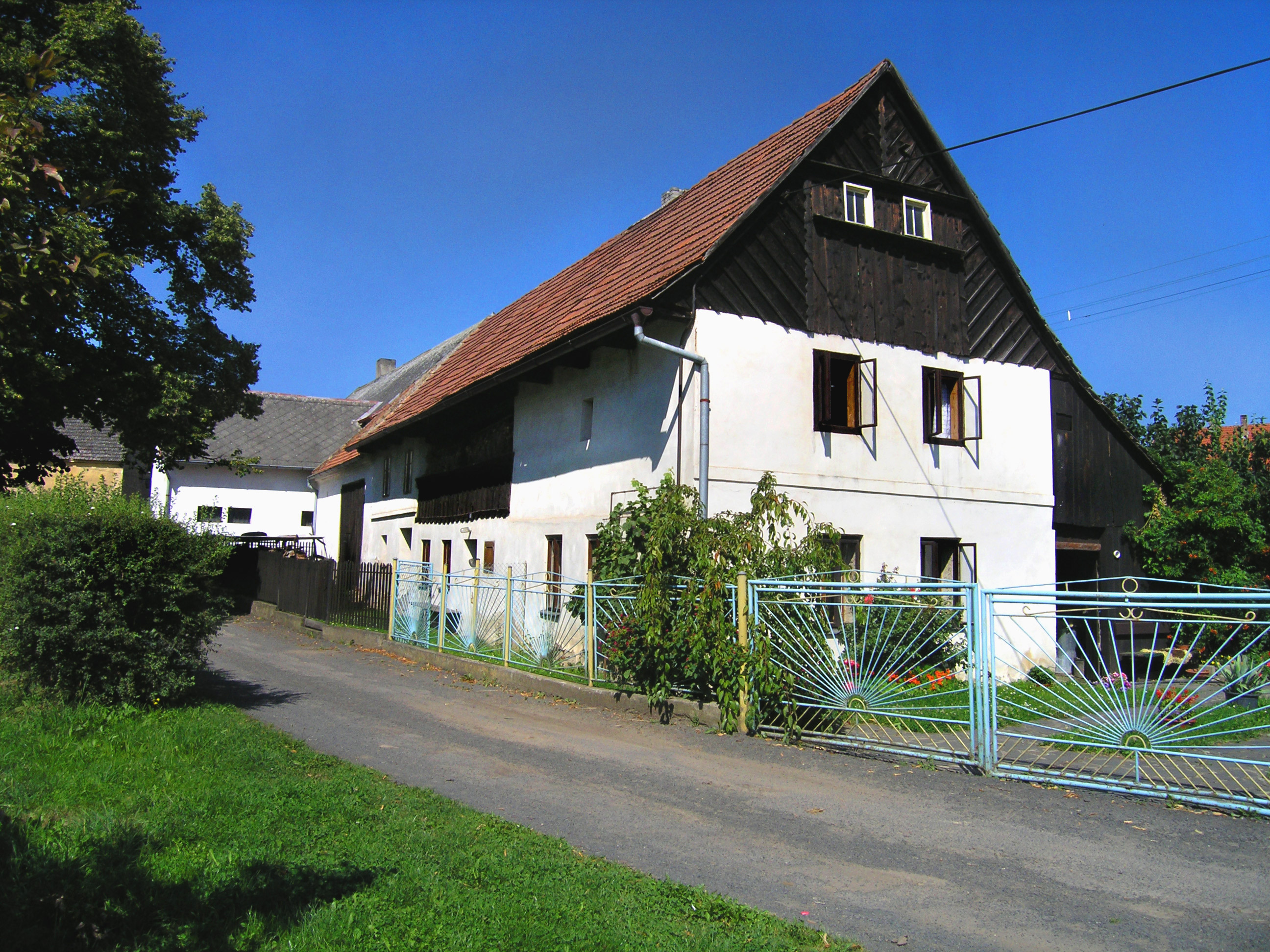
Dům čp. 13
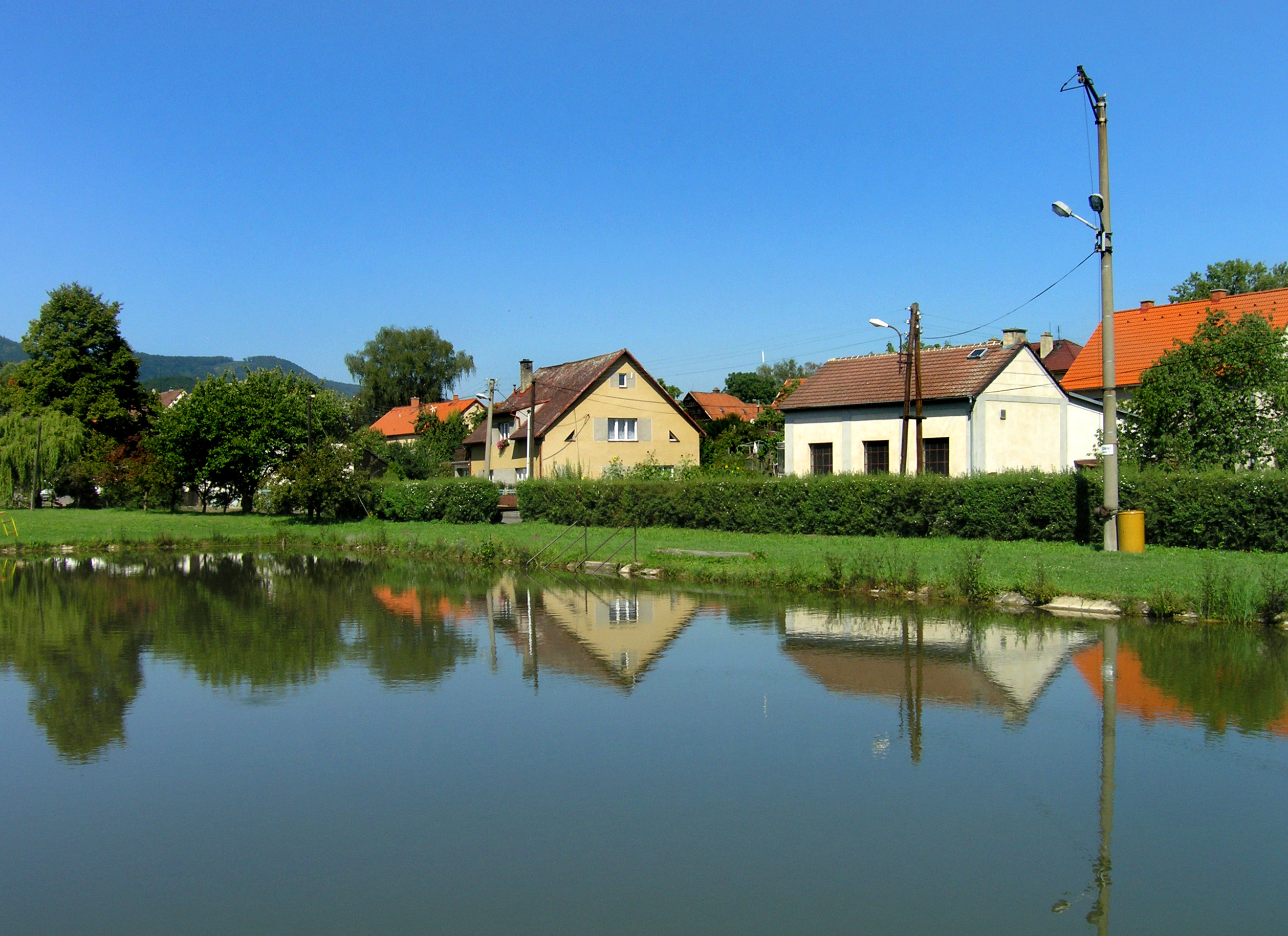
Rybník na jihu vesnice
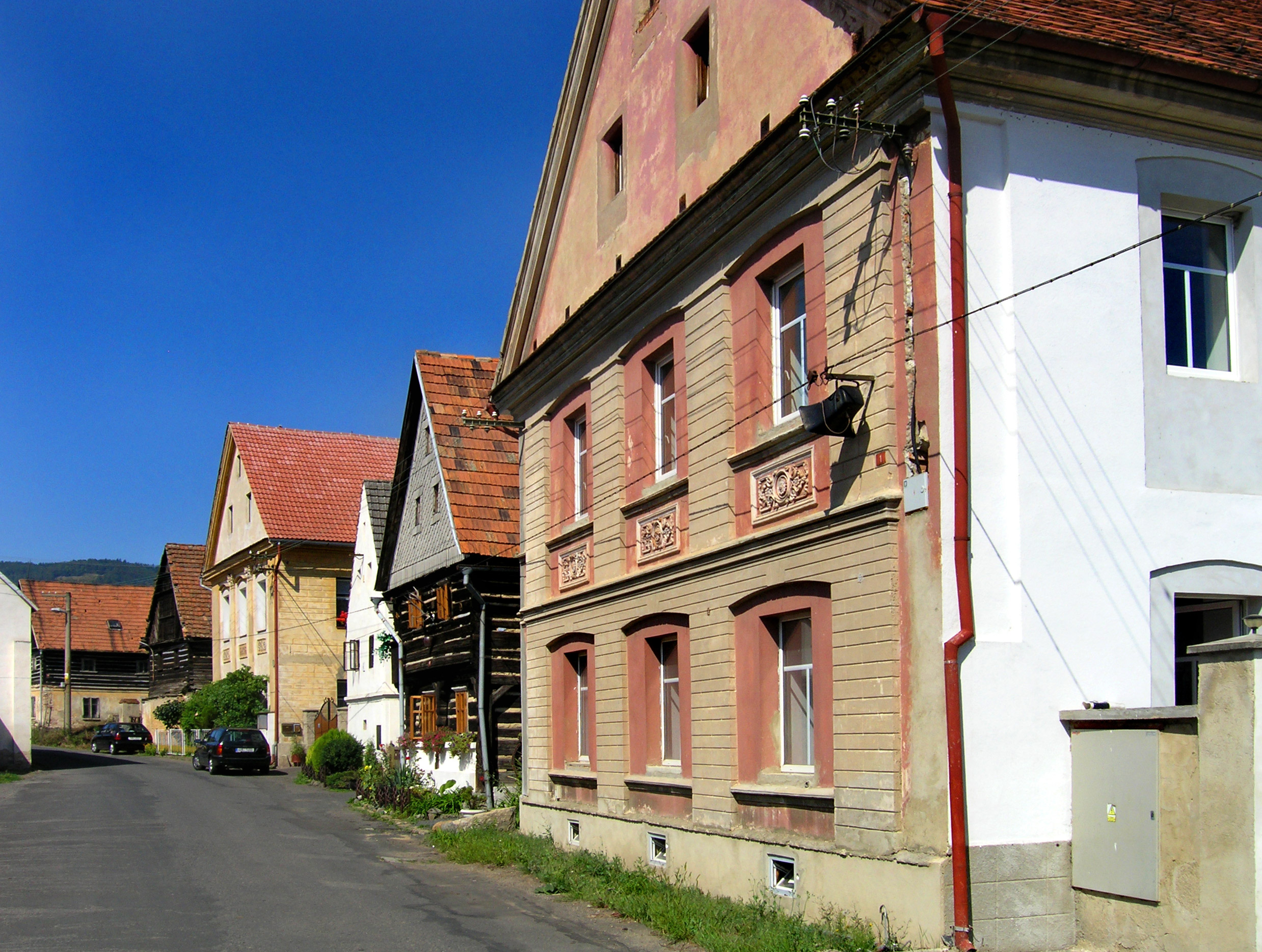
Hlavní silnice
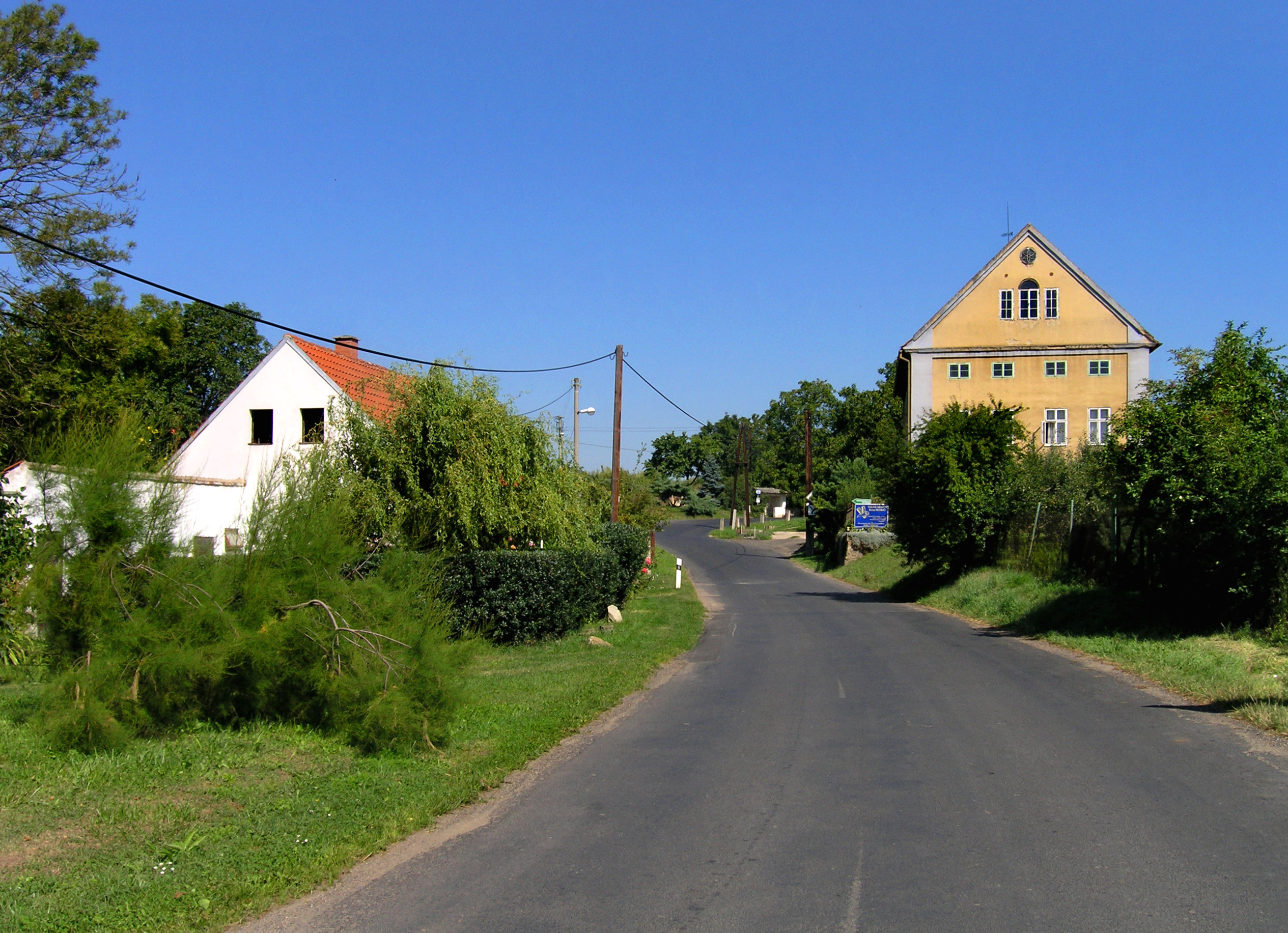
Silnice k Ploskovicím